# Cynometra abrahamii
Cynometra abrahamii är en ärtväxtart som beskrevs av Du Puy och Raymond Rabevohitra. Cynometra abrahamii ingår i släktet Cynometra, och familjen ärtväxter. Inga underarter finns listade i Catalogue of Life.